# Гоешти (Јаши)
Гоешти (рум. Goești) насеље је у Румунији у округу Јаши у општини Лунгани. Oпштина се налази на надморској висини од 110 m.

## Становништво
Према подацима из 2002. године у насељу је живело 1062 становника, од којих су сви румунске националности.